# Долгоун
Долгоун — река в Кемеровской и Томской областях, левый приток реки Четь (бассейн Чулыма).
Длина реки — 118 км, площадь бассейна — 1790 км². Протекает на юге Чулымской равнины, бассейн реки почти полностью покрыт тайгой.
Берёт начало на крайнем севере Тяжинского района Кемеровской области (исток находится в 13 км к северо-востоку от села Сандайка). Течёт на север через Мариинский район. В нижней половине протекает по Тегульдетскому району Томской области. Впадает в Четь по левому берегу в 159 км от её устья и в 4,5 км к востоку от посёлка Четь-Конторка.
В верховьях реки расположена деревня Столяровка, недалеко от неё находится деревня Тундинка (на одноимённом притоке).
Притоки
(от устья, в скобках указана длина в км)
- 24 км лв: Векшинка (22)
- 42 км пр: Рябиновка (14)
- 48 км пр: Граничный (12)
- 54 км пр: Берёзовый (11)
- 89 км лв: Тундинка (11)
- 90 км лв: Кривая (12)

## Данные водного реестра
По данным государственного водного реестра России относится к Верхнеобскому бассейновому округу, водохозяйственный участок реки — Чулым от г. Ачинск до водомерного поста села Зырянское, речной подбассейн реки — Чулым. Речной бассейн реки — (Верхняя) Обь до впадения Иртыша.
Код водного объекта — 13010400212115200019962.